# Biserica Sfânta Treime din Golești
Biserica „Sf. Treime” (cunoscută și ca Biserica Goleștilor) este un ansamblu de monumente istorice aflat pe teritoriul satului aparținător Golești al orașului Ștefănești.
Ansamblul este format din 3 monumente:
- Biserica Sf. Treime din Golești (cod LMI AG-II-m-A-13698.01)
- Turn clopotniță (cod LMI AG-II-m-A-13697.02)
- Zid de incintă (cod LMI AG-II-m-A-13698.03)

## Istoric
Aflată în imediata vecinătate a ansamblului medieval de la Golești, Biserica „SfântaTreime” este o ctitorie boierească din secolul al XVII-lea. A fost înălțată la 1646 de meșterul Stoica, ctitorie a boierului Stroe Leurdeanu, mare vistier și a jupânesei Vișa(originară din Golești), în zilele lui Matei Basarab. În secolul al XVIII-lea biserica a trecut în posesia familiei Golescu, cea care a ridicat și o incintă de apărare, cu o baie turcească, un spital și o casă a săracilor, în care a funcționat o Școală pentru copiii sătenilor, înființată de Dinicu Golescu, în anul 1826.

## Descriere
Îmbinare fină a influențelor muntenești cu cele din Moldova, cu cele armenești și, nu în ultimul rând, cu cele din Orientul Apropiat, biserica a fost construită pentru a servi de paraclis conacului. În perioada brâncovenească bisericii i s-a adăugat un foișor deasupra porții.

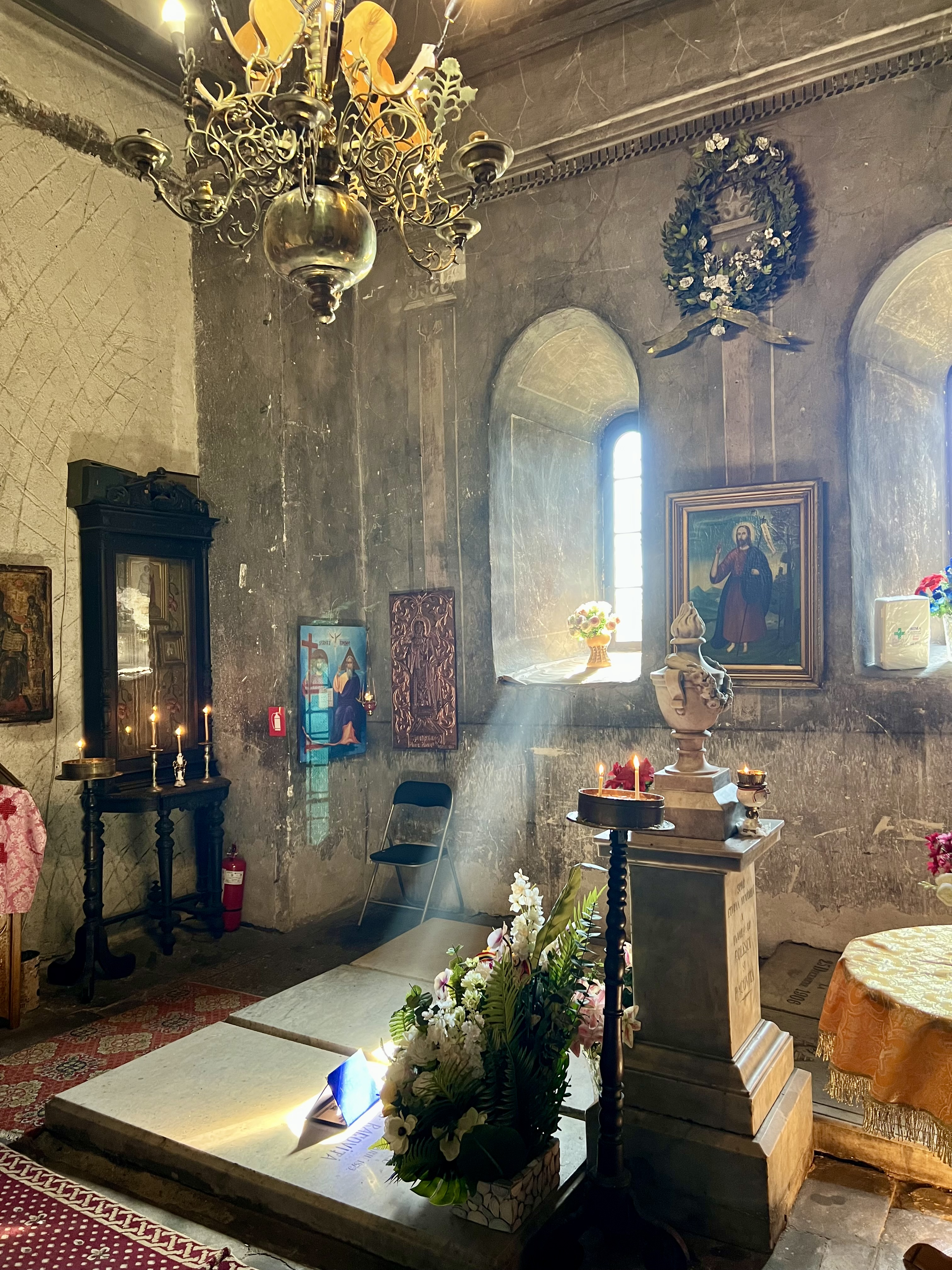
Imagine din pronaosul bisericii

Biserica este un lăcaș de cult impunător, o adevărată capodoperă a arhitecturii. Are plan dreptunghiular cu absidă poligonală decroșată, fără pridvor. Interiorul este compartimentat în pronaos, naos și altar. Separarea naosului de pronaos printr-un zid plin, străpuns doar de o ușă și cele patru contraforturi ce se ridică pe toată înălțimea fațadelor sunt elemente ce diferențiază monumentul de celelalte biserici contemporane.
Tâmpla din lemn de tisă, policromat, se remarcă printr-un amplu registru decorativ în care predomină elementele vegetale. Ușile împărătești și jilțul arhieresc sunt sculptate în stil brâncovenesc.
Dacă din decorul interior al monumentului nu se mai păstrează decât câteva fragmente din pictura originală, la ușa proscomidiei, exteriorul are întreaga decorație: cornișa din zimți de cărămidă, brâul median al fațadelor, pictura imitând cărămizile aparente în cele două rânduri de panouri, ancadramentele bogat sculptate în piatră la uși și ferestre, lucrate de același meșter Stoica pietrarul, ce și-a lăsat numele săpat și la partea superioară a contrafortului din colțul de nord-vest al bisericii.
Exteriorul poartă și inscripția ctitorilor săi, marele vistier Stroe și jupânița sa Vișa "această sfâșntăț și dumnezeiască Biserică care iaște în Hramul Sfintei și începătoare de viață Troiță înalțată, făcutu-se-au cu toată cheltuiala robului lui Dumnezeu Jupân Stroe Marele Vistiar și al Jupânesei lui Vișa. Drept aceia, o, Cela ce ești în trei feațe Dumnezeu, osârdia lor primeaște și de munca cea vecinică izbăvește. În zilele lui Matei Voevod Basarab, mesița iunie 25, văleat 7154 (1646)“.
Turla inițială de peste naos, ca și clopotnița de deasupra pronaosului s-au dărâmat în urma unui cutremur puternic din octombrie 1802, actualmente biserica având un acoperiș simplu.
Pe Triodul tipărit la Rîmnic în anul 1782, și aflat în biserica muzeu, s-a adnotat: "Și tot în acest leat 1802, oct.14, s-au cutremurat pămîntul foarte tare că s-a spart turla bisericii Goleștilor ce se prefăcea din nou".
În pronaos sunt îngropați, printre alții, Iordache și Dinicu Golescu, precum și trei dintre cei patru frați Golești: Ștefan, Nicolae și Radu, celălalt, Alexandru-Albu fiind înmormântat în parcul conacului Golești. 
Ansamblul Bisericii „SfântaTreime” din Golești a fost inclus pe Lista monumentelor istorice din județul Argeș din anul 2015, având codul de clasificare  AG-II-m-A-13698.